# Paco Martín
Francisco José Martín Gutiérrez, detto Paco (Ciempozuelos, 27 maggio 1967), è un ex cestista spagnolo.